# Anthony Gee
Anthony Gee es un actor australiano.

## Carrera
En el 2007 apareció como invitado en la serie médica All Saints donde interpretó a Travis Knight.
En el 2009 obtuvo un pequeño papel en la película X-Men Origins: Wolverine donde interpretó a un joven en el carnaval.
El 13 de febrero de 2013 apareció como invitado en la popular serie australiana Home and Away donde interpretó a Nelson Gregory, el abusivo exnovio de Tamara Kingsley (Kelly Paterniti). Anteriormente Anthony había aparecido por primera vez en la serie en el 2007 donde interpretó a Kyle Sanders en cuatro episodios, Kyle fue arrestado por la policía luego de haber secuestrado a su exnovia Lily Nelson, a Sally Fletcher y a Cassie Turner.

## Filmografía

### Series de Televisión
| Año  | Serie                 | Personaje      | Notas                         |
| ---- | --------------------- | -------------- | ----------------------------- |
| 2013 | Home and Away         | Nelson Gregory | 2 episodios                   |
| 2011 | Crownies              | Robby Lucas    | episodio # 1.19               |
| 2011 | Underbelly: Razor     | Syd Madsen     | episodio "Tripe and Brains"   |
| 2011 | Packed to the Rafters | Scott Starr    | episodio "In with the New"    |
| 2010 | Rescue Special Ops    | Jason Miller   | episodio "Thicker Than Water" |
| 2008 | The Strip             | Brett Furhman  | episodio "Footballers"        |
| 2007 | All Saints            | Travis Knight  | 4 episodios                   |

### Películas
| Año  | Título                   | Personaje | Notas                                                                                               |
| ---- | ------------------------ | --------- | --------------------------------------------------------------------------------------------------- |
| 2013 | Around the Block         | Tim       | junto a Christina Ricci, Damian Walshe-Howling, Matthew Nable, Andrea Demetriades y Josh Quong Tart |
| 2009 | Boundless                | -         | corto - junto a Roy Billing, Emma Brodie y Lynette Curran                                           |
| 2009 | X-Men Origins: Wolverine | Joven     | junto a Adelaide Clemens                                                                            |

### Teatro[4]
| Año        | Obra                                  | Personaje | Director (a)   | Teatro              | Notas                                                                |
| ---------- | ------------------------------------- | --------- | -------------- | ------------------- | -------------------------------------------------------------------- |
| 2003, 2012 | The Boys                              | Stevie    | Sam Strong     | Stables Theatre     | junto a Cheree Cassidy, Jeanette Cronin & Eryn-Jean Norvill          |
| 2011       | Rope                                  | Brandon   | Iain Sinclair  | -                   | junto a Bob Baines, Anthony Gooley, Josh Quong Tart & Sarah Snook    |
| 2008       | Strangers in Between                  | -         | David Berthold | Glen Street Theatre | junto a Sam Dunn & Anthony Phelan                                    |
| 2007       | Capture the Flag                      | Karl      | Toby Schmitz   | Old Fitzroy Theatre | junto a Robin Goldsworthy, Sam North & Ella Scott-Lynch              |
| 2004       | One: Your Body Belongs to Your Nation | -         | Daniel Knight  | Newtown Theatre     | junto a Sarah Boulle, Stefan Smolendriec & Ben Tate                  |
| 2003       | Beatrice                              | -         | Timothy Jones  | -                   | junto a Leah Astbury, Anthony Gooley & Jenna Lind                    |
| 2003       | Brokenville                           | -         | David Berthold | -                   | junto a Alex Bryant-Smith, Eryn-Jean Norvill, Sam Reid & Brooke Ryan |
| 2002       | Kinderspiel - Out of Bounds           | -         | David Berthold | -                   | junto a Sanam Afrasheteh, Alex Bryant-Smith & Alice Cooper           |